# Villa d'Avalos
Villa d'Avalos è una delle ville storiche di Napoli, site nella zona di Posillipo.

## Storia
Adiacente ai resti di una costruzione antica di epoca romana, la struttura trae la sua attuale denominazione dal duca Carlo d'Avalos, che la acquistò nel 1936.
Nel 1845 divenne dapprima proprietà della marchesa di Salza, Luisa Dillon, vedova dell'ammiraglio Strachan, inglese di nascita e napoletana d'adozione; questa, entrata in possesso di ulteriori vaste zone del litorale, diede avvio a varie trasformazioni architettoniche, vistosamente migliorative.
La struttura, in seguito, ha acquisito i nomi degli altri proprietari, come ad esempio quello dello scienziato Étienne-Jules Marey, celebre per le sue ricerche sul moto e amico di Anton Dohrn, fondatore della Stazione zoologica di Napoli. Ebbe altri nomi, tra cui villa Ravà, Pavoni, ecc..